# ネパール・ガバメント鉄道

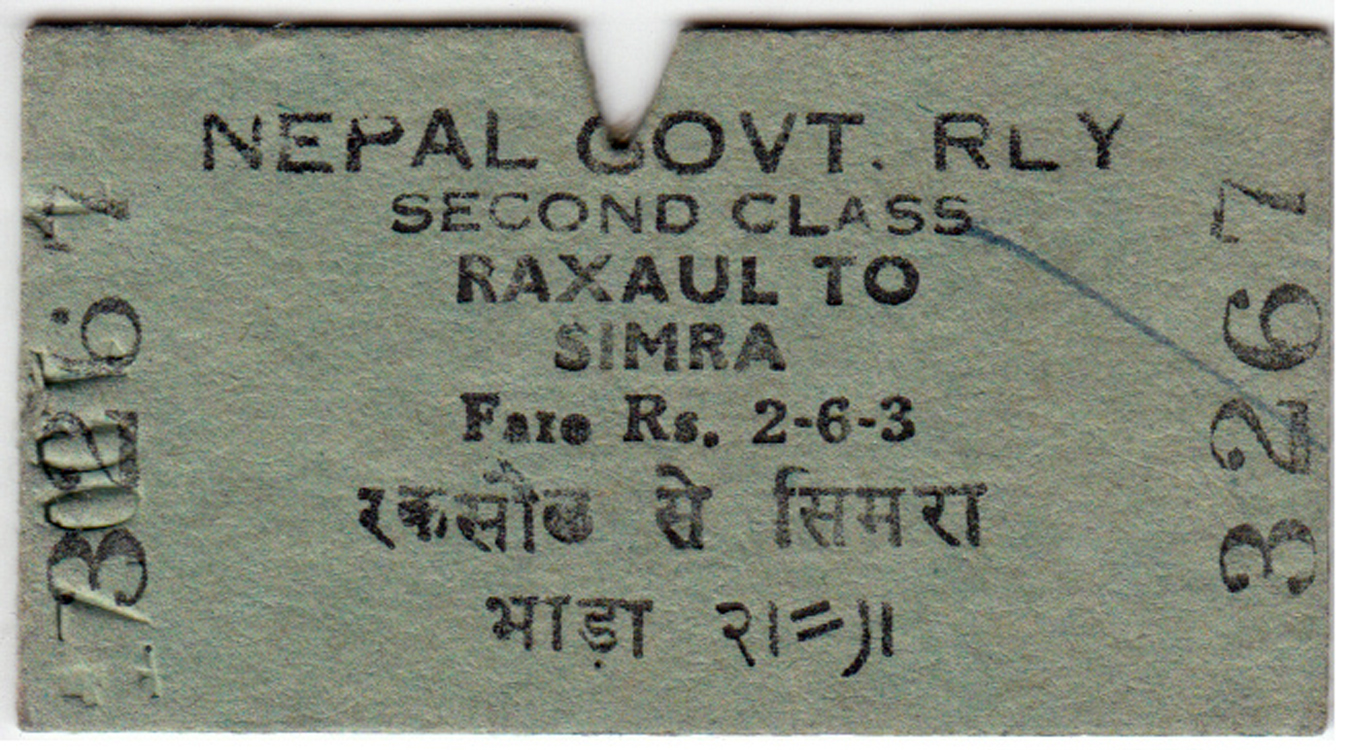
ラクソール - Simra間の切符

ネパール・ガバメント鉄道（ネパールガバメントてつどう、英: Nepal Government Railway、略称: NGR）は、かつてネパール王国（現・ネパール連邦民主共和国、通称：ネパール）にあった、ネパール初の鉄道である。
1927年に当鉄道が設立され、1965年まで運行されており、ネパール南部にてアムレクガンジ (Amlekhganj) とインド国境を越えた先にあるラクソール (Raxaul) を結んでいた。
当鉄道は、軌間2 ft 6 in (762 mm)のナローゲージ鉄道であり、総延長は47キロメートルであった。

## 歴史
1923年に、ネパールの木材をインドへ輸送するために、インド森林局 (Indian Forest Service) のJ・V・コリアー (J. V. Collier) によって短距離のナローゲージ鉄道が敷設された。
コリアーは、ネパールにて森林部門を管理するようにと、ネパールのラナ首相より命じられていた。
1924年の冬に、コルカタのマーティン・アンド・コーポレーションは、国境北からBichako（アムレクガンジ）までの軽便鉄道を敷設するために調査を実施した。
1926年3月より鉄道建設が開始され、1927年2月16日にネパール・ガバメント鉄道が開業した。
このナローゲージ鉄道では、軌間2 ft 6 in (762 mm)の軌道を使用していた。
当鉄道は、蒸気機関車7両、客車12両および有蓋車82両を所有していた。
当鉄道では、イギリスのベイヤー、ピーコック・アンド・カンパニーで製造された蒸気動力のガーラット式機関車を運行していた。
ネパール・ガバメント鉄道は1965年までは運行されていたが、そのころには南部の国境を連絡する近代的な高速道路の建設によって不要となっていた。
高速道路が建設されるまで、アムレクガンジ - ラクソール間の鉄道がインドと首都カトマンズを結ぶ唯一のルートであった。
カトマンズからの旅行者は、徒歩で丘陵地帯を越え、トラックでアムレクガンジへ移動し、そこでインド行きの列車に乗っていた。
アムレクガンジとカトマンズを連絡するトリブバン・ハイウェイが1956年に建設された後は、歩く必要がなくなった。
1959年に、高速定期バスサービスが運行開始されており、ネパール・トランスポート・サービス (Nepal Transport Service) という名の民間企業によって運営されている。

## 大衆文化において
ネパール政府が製作し、1964年に公開された、最初のネパール語映画『Aama』（題意は『母』）のオープニングシーンに、ネパール・ガバメント鉄道が映っている。休暇でネパールに帰国したグルカ兵士の主人公が列車で故郷へと向かう場面である。

## ギャラリー

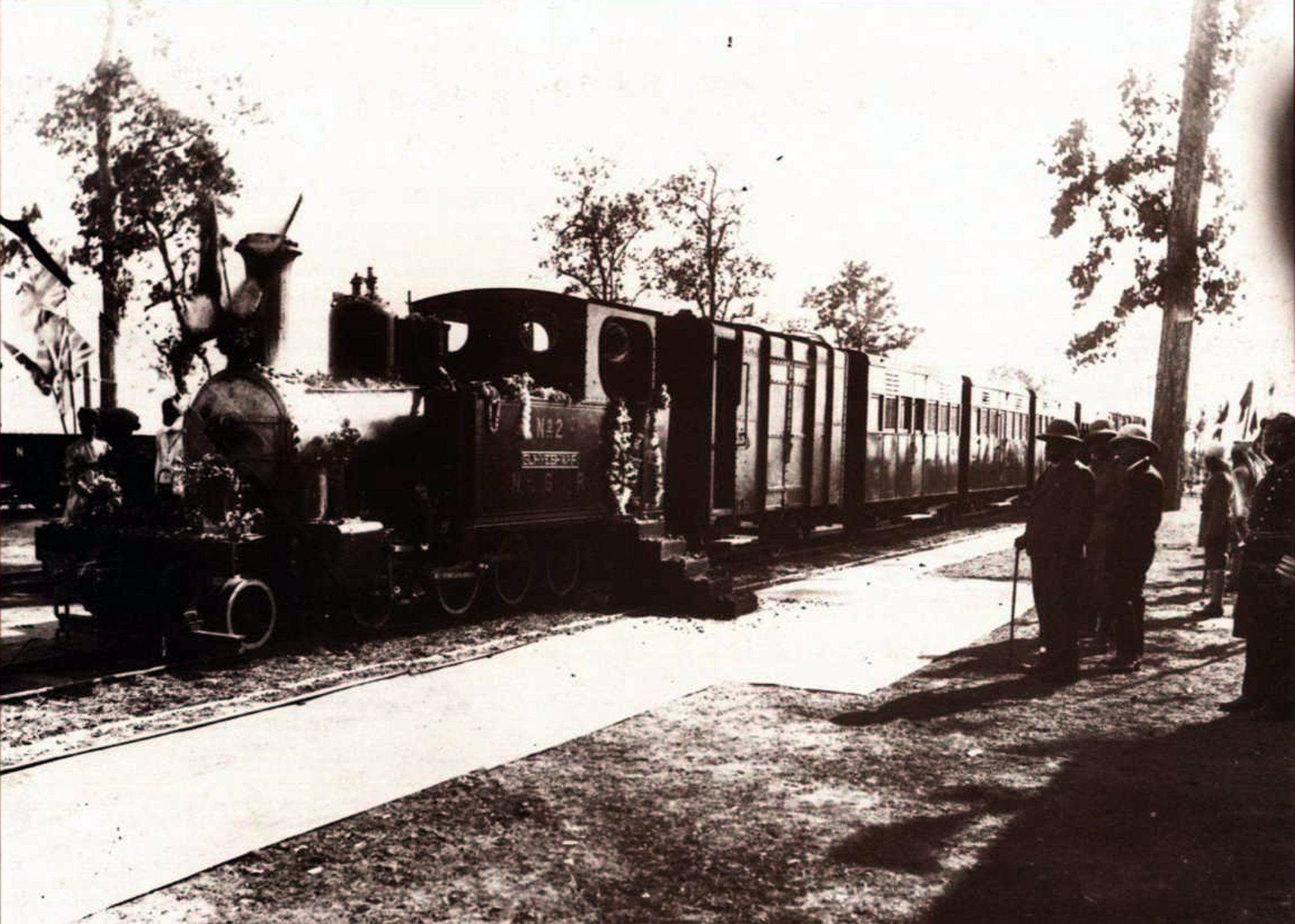
1927年のネパール・ガバメント鉄道。
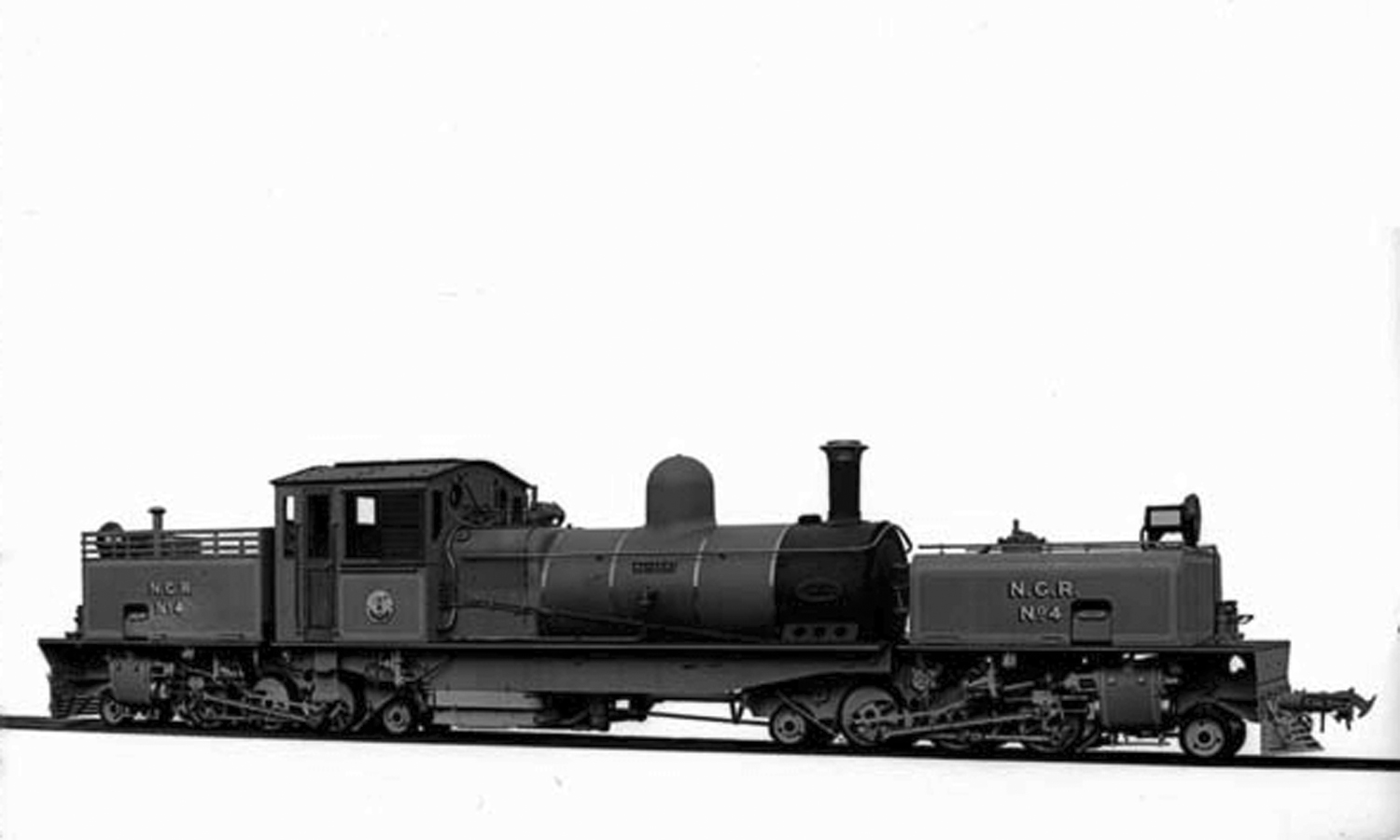
NGR機関車No. 4。（1932年）
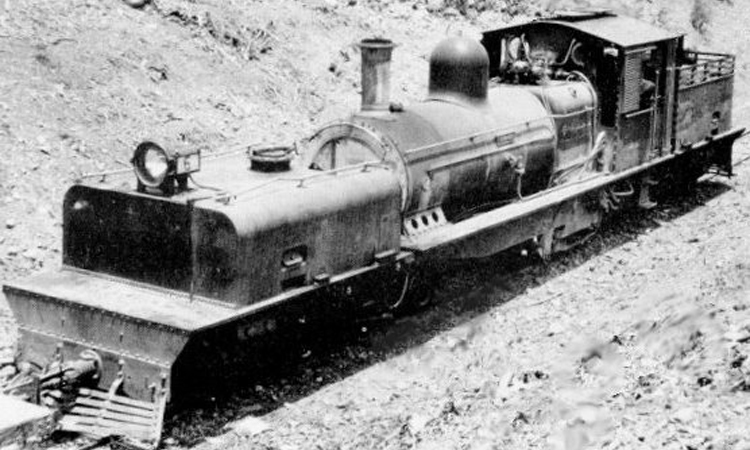
NGR機関車。（1947年）
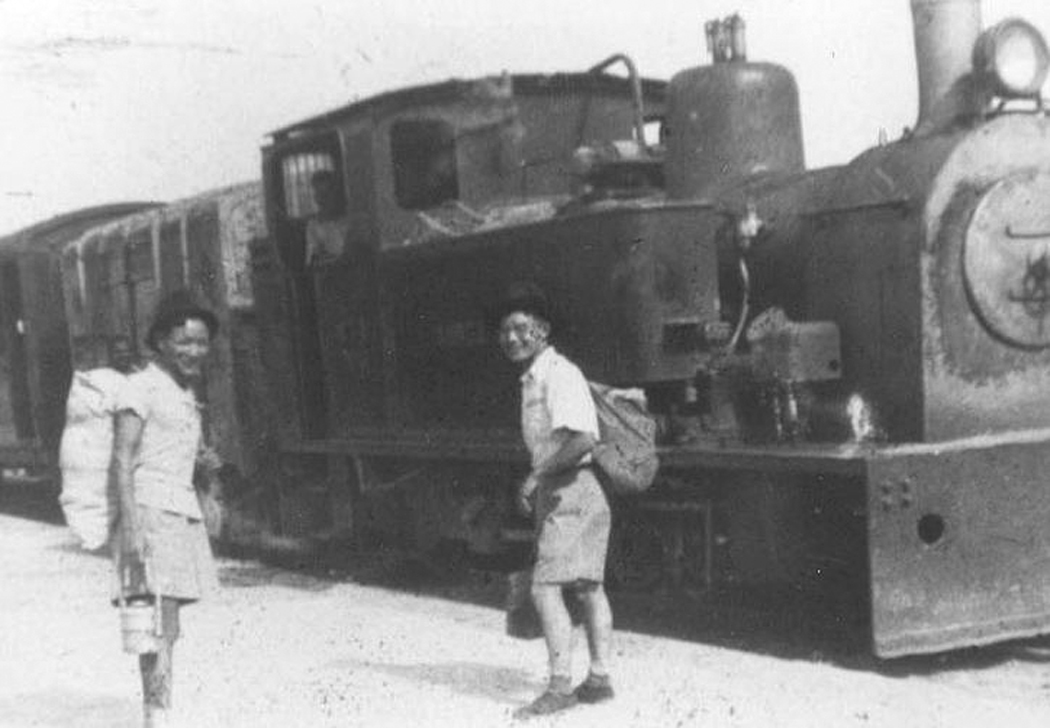
1951年のラクソール駅でのNGR。